# Стрільба на літніх Олімпійських іграх 2024 — кваліфікація
У змаганнях зі стрільби на літніх Олімпійських іграх 2024 року зможуть взяти участь 340 спортсменів (170 чоловіків і 170 жінок), які розіграють між собою 15 комплектів нагород. Кожна країна може бути представлена не більше ніж 30-ма спортсменами (по 2 стрільці в кожній індивідуальній дисципліні і по 3 чоловіки і жінки в змішаних дисциплінах). Кваліфікаційний період буде тривати з 14 серпня 2022 року по 9 червня 2024 року. Для країни-господарки передбачено 12 квот.

## Розклад змагань
| Турнір                                                                  | Дати                         | Місце проведення  |
| ----------------------------------------------------------------------- | ---------------------------- | ----------------- |
| Чемпіонат Європи зі стендової стрільби 2022                             | 24 серпня – 12 вересня 2022  | Ларнака           |
| Чемпіонат Європи з кульової стрільби на дистанціях 25 та 50 метрів 2022 | 5–18 вересня 2022            | Вроцлав           |
| Чемпіонат світу зі стендової стрільби 2022                              | 19 вересня – 12 жовтня 2022  | Осієк             |
| Чемпіонат світу з кульової стрільби 2022                                | 12–25 жовтня 2022            | Каїр              |
| Чемпіонат Америки зі стрільби 2022                                      | 6–13 листопада 2022          | Ліма              |
| Чемпіонат Європи з кульової стрільби на дистанції 10 метрів 2023        | 5–15 березня 2023            | Таллінн           |
| Європейські ігри 2023                                                   | 21 червня – 2 липня 2023     | Краків            |
| Чемпіонат світу з кульової стрільби 2023                                | 14–31 серпня 2023            | Баку              |
| Чемпіонат Європи зі стендової стрільби 2023                             | 8–27 вересня 2023            | Осієк             |
| Чемпіонат Африки зі стрільби 2023                                       | 1–10 жовтня 2023             | Каїр              |
| Панамериканські ігри 2023                                               | 20 жовтня – 5 листопада 2023 | Сантьяго          |
| Чемпіонат Азії зі стрільби 2023                                         | 22 жовтня – 2 листопада 2023 | Чханвон           |
| Чемпіонат Океанії зі стрільби 2023                                      | 30 жовтня – 6 листопада 2023 | Брисбен           |
| Чемпіонат Азії зі стендової стрільби 2024                               | 12–23 січня 2024             | Кувейт            |
| Чемпіонат Європи з кульової стрільби на дистанції 10 метрів 2024        | 24 лютого – 3 березня 2024   | Дьйор             |
| Чемпіонат Азії з кульової стрільби 2024                                 | 25 лютого – 9 березня 2024   | Джакарта          |
| Чемпіонат Америки зі стендової стрільби 2024                            | 27 лютого – 5 березня 2024   | Санто-Домінго     |
| Чемпіонат Америки з кульової стрільби 2024                              | 31 березня – 7 квітня 2024   | Буенос-Айрес      |
| Світовий кваліфікаційний турнір ISSF з кульової стрільби 2024           | 11–19 квітня 2024            | Ріо-де-Жанейро    |
| Світовий кваліфікаційний турнір ISSF зі стендової стрільби 2024         | 22–30 квітня 2024            | Доха              |
| Чемпіонат Європи з кульової стрільби на дистанціях 25 та 50 метрів 2024 | квітень – травень 2024       | Осієк             |
| Чемпіонат Європи зі стендової стрільби 2024                             | 15–27 травня 2024            | Лонато-дель-Гарда |
| Світовий олімпійський рейтинг ISSF                                      | 9 червня 2024                | —                 |
| Перерозподіл невикористаних квот                                        | 28 червня 2024               | —                 |

## Підсумки кваліфікації
| Країна                  | Чоловіки | Чоловіки | Чоловіки | Чоловіки | Чоловіки | Чоловіки | Жінки  | Жінки  | Жінки | Жінки  | Жінки   | Жінки   | Загалом | Загалом    |
| Країна                  | FR 3x40  | AR 60    | RFP      | AP 60    | TR 125   | SK 125   | R 3x40 | AR 60W | SP    | AP 60W | TR 125W | SK 125W | Квоти   | Спортсмени |
| ----------------------- | -------- | -------- | -------- | -------- | -------- | -------- | ------ | ------ | ----- | ------ | ------- | ------- | ------- | ---------- |
| Вірменія (ARM)          |          |          |          |          |          |          |        |        |       | 1      |         |         | 1       | 1          |
| Австралія (AUS)         |          |          |          |          |          |          |        |        |       |        | 1       |         | 1       | 1          |
| Австрія (AUT)           |          | 1        |          |          |          |          |        |        |       |        |         |         | 1       | 1          |
| Азербайджан (AZE)       |          |          |          | 1        |          |          |        |        |       |        |         |         | 1       | 1          |
| Бразилія (BRA)          |          |          |          | 1        |          |          |        |        |       |        |         |         | 1       | 1          |
| Болгарія (BUL)          |          |          |          |          |          |          |        |        | 1     |        |         |         | 1       | 1          |
| Китай (CHN)             | 1        | 1        | 1        | 1        |          |          | 1      | 1      | 1     | 1      |         |         | 8       | 8          |
| Куба (CUB)              |          |          | 1        |          |          |          |        |        |       |        |         |         | 1       | 1          |
| Чехія (CZE)             | 1        | 1        | 1        |          | 1        | 1        | 1      |        |       |        |         |         | 6       | 6          |
| Данія (DEN)             |          |          |          |          |          |          | 1      |        |       |        |         |         | 1       | 1          |
| Єгипет (EGY)            |          |          |          |          |          | 1        |        |        |       |        |         |         | 1       | 1          |
| Франція (FRA)           | 1        | 1        | 1        | 1        | 1        | 1        | 1      | 1      | 1     | 1      | 1       | 1       | 12      | 12         |
| Грузія (GEO)            |          |          |          |          |          |          |        |        | 1     |        |         |         | 1       | 1          |
| Німеччина (GER)         |          | 1        | 2        |          |          |          |        |        | 1     |        |         | 1       | 5       | 5          |
| Велика Британія (GBR)   |          |          |          |          | 1        |          |        | 1      |       |        | 1       | 1       | 4       | 4          |
| Греція (GRE)            |          |          |          |          |          |          |        |        |       | 2      |         |         | 2       | 2          |
| Угорщина (HUN)          | 1        |          |          |          |          |          |        |        |       |        |         |         | 1       | 1          |
| Індія (IND)             | 1        | 1        |          |          | 1        |          |        |        |       |        |         |         | 3       | 3          |
| Іран (IRI)              |          |          |          |          |          |          |        |        | 1     |        |         |         | 1       | 1          |
| Італія (ITA)            |          | 1        |          |          | 1        | 1        |        |        |       |        | 2       | 2       | 7       | 7          |
| Норвегія (NOR)          | 1        |          |          |          |          |          | 1      | 1      |       |        |         |         | 3       | 3          |
| Пакистан (PAK)          |          |          | 1        | 1        |          |          |        |        |       |        |         |         | 2       | 2          |
| Польща (POL)            | 1        |          |          |          |          |          | 1      | 1      | 1     |        |         |         | 4       | 4          |
| Катар (QAT)             |          |          |          |          |          | 1        |        |        |       |        |         |         | 1       | 1          |
| Сербія (SRB)            |          |          |          | 1        |          |          |        |        |       | 1      |         |         | 2       | 2          |
| Словаччина (SVK)        |          | 1        |          |          |          |          |        |        |       |        | 1       | 1       | 3       | 3          |
| Південна Корея (KOR)    |          |          | 1        | 1        |          |          | 1      | 1      | 1     |        |         |         | 5       | 5          |
| Іспанія (ESP)           |          |          |          |          |          |          |        |        |       |        | 1       |         | 1       | 1          |
| Швеція (SWE)            |          |          |          |          | 1        | 2        |        |        |       |        |         |         | 3       | 3          |
| Швейцарія (SUI)         |          |          |          |          |          |          |        | 1      |       |        |         |         | 1       | 1          |
| Китайський Тайбей (TPE) |          |          |          |          | 1        |          |        |        |       |        |         |         | 1       | 1          |
| Туреччина (TUR)         |          |          |          | 1        |          |          |        |        |       |        |         |         | 1       | 1          |
| Україна (UKR)           | 1        |          |          | 1        |          |          |        |        |       | 1      |         | 1       | 4       | 4          |
| США (USA)               | 1        | 1        |          |          | 2        | 2        | 2      | 2      | 1     | 1      | 1       | 2       | 15      | 15         |
| Зааглом: 34 HOKи        | 9        | 9        | 8        | 9        | 9        | 9        | 9      | 9      | 9     | 8      | 8       | 9       | 105     | 105        |

## Чоловіки

### Пневматичний пістолет, 10 метрів
| Турнір                                             | Квоти | Країна                           | Спортсмен, що кваліфікувався | Спортсмен, що виступатиме |
| -------------------------------------------------- | ----- | -------------------------------- | ---------------------------- | ------------------------- |
| Країна-господарка                                  | 1     | Франція (FRA)                    | Н/Д                          | Florian Fouquet           |
| Чемпіонат світу 2022                               | 4     | Китай (CHN)                      | Лю Цзіньяо                   | Сє Юй                     |
| Чемпіонат світу 2022                               | 4     | Україна (UKR)                    | Павло Коростильов            | Павло Коростильов         |
| Чемпіонат світу 2022                               | 4     | Південна Корея (KOR)             | Лі Вон Хо                    | Лі Вон Хо                 |
| Чемпіонат світу 2022                               | 4     | Пакистан (PAK)                   | Гульфам Джозеф               | Гульфам Джозеф            |
| Чемпіонат Америки 2022                             | 1     | Бразилія (BRA)                   | Філіп Шатобріан              | Філіп Шатобріан           |
| Чемпіонат Європи 2023 — стрільба на 10 метрів      | 2     | Сербія (SRB)                     | Дамір Мікец                  | Дамір Мікец               |
| Чемпіонат Європи 2023 — стрільба на 10 метрів      | 2     | Азербайджан (AZE)                | Руслан Лунев                 | Руслан Лунев              |
| Європейські ігри 2023                              | 1     | Туреччина (TUR)                  | Ісмаїл Келеш                 | Ісмаїл Келеш              |
| Чемпіонат світу 2023                               | 4     | Болгарія (BUL)                   | Кирил Киров                  | Кирил Киров               |
| Чемпіонат світу 2023                               | 4     | Китай (CHN)                      | Чжан Бовень                  | Чжан Бовень               |
| Чемпіонат світу 2023                               | 4     | Німеччина (GER)                  | Робін Вальтер                | Робін Вальтер             |
| Чемпіонат світу 2023                               | 4     | Швейцарія (SUI)                  | Джейсон Соларі               | Джейсон Соларі            |
| Чемпіонат Африки 2023                              | 2     | Алжир (ALG)                      | Самір Буширеб                | Самір Буширеб             |
| Чемпіонат Африки 2023                              | 2     | Лівія (LBA)                      | Мохаммед Бін Даллах          | Мохаммед Бін Даллах       |
| Панамериканські ігри 2023                          | 1     | Канада (CAN)                     | Туґрул Озер                  | Michele Esercitato        |
| Чемпіонат Азії 2023                                | 2     | Індія (IND)                      | Сарабджот Сінґг              | Сарабджот Сінґг           |
| Чемпіонат Азії 2023                                | 2     | Малайзія (MAS)                   | Джонатан Вонг                | Джонатан Вонг             |
| Чемпіонат Океанії 2023                             | 1     | Австралія (AUS)                  | Бейлі Ґроувз                 |                           |
| Чемпіонат Азії з кульової стрільби 2024            | 2     | Індія (IND)                      | Варун Томар                  | Арджун Сінґг Чіма         |
| Чемпіонат Азії з кульової стрільби 2024            | 2     | Монголія (MGL)                   | Енхтайвани Даваахуу          | Енхтайвани Даваахуу       |
| Чемпіонат Європи 2024 — стрільба на 10 метрів      | 2     | Італія (ITA)                     | Паоло Монна                  | Паоло Монна               |
| Чемпіонат Європи 2024 — стрільба на 10 метрів      | 2     | Словаччина (SVK)                 | Юрай Тужинський              | Юрай Тужинський           |
| Чемпіонат Америки 2024                             | 1     | Чилі (CHI)                       | Дієго Сантьяго Парра         | Дієго Сантьяго Парра      |
| Світовий кваліфікаційний турнір ISSF 2024          | 2     | Італія (ITA)                     | Федеріко Ніло Мальдіні       | Федеріко Ніло Мальдіні    |
| Світовий кваліфікаційний турнір ISSF 2024          | 2     | Допущені нейтральні атлети (ANA) | Владислав Демеш              |                           |
| Перерозподіл невикористаної квоти                  | 1     | Україна (UKR)                    | Н/Д                          | Віктор Банькін            |
| Світовий олімпійський рейтинг ISSF                 | 2     | Латвія (LAT)                     | Н/Д                          | Лауріс Страутманіс        |
| Світовий олімпійський рейтинг ISSF                 | 2     | Туреччина (TUR)                  | Н/Д                          | Юсуф Дікеч                |
| Універсальні місця                                 | 1     | Аруба (ARU)                      | Н/Д                          | Філіп Ельгаґе             |
| Запрошення                                         | 1     | Збірна біженців (EOR)            | Н/Д                          | Франсіско Сентено         |
| Спортсмени, що кваліфікувалися в інших дисциплінах | 4     | Чехія (CZE)                      | Н/Д                          | Матей Рампула             |
| Спортсмени, що кваліфікувалися в інших дисциплінах | 4     | Німеччина (GER)                  | Н/Д                          | Крістіан Райц             |
| Спортсмени, що кваліфікувалися в інших дисциплінах | 4     | Казахстан (KAZ)                  | Н/Д                          | Микита Чирюкін            |
| Спортсмени, що кваліфікувалися в інших дисциплінах | 4     | Південна Корея (KOR)             | Н/Д                          | Чхо Йон Че                |
| Загалом                                            | 33    |                                  |                              |                           |

### Швидкісний пістолет, 25 метрів
| Турнір                                             | Квоти | Країна               | Спортсмен, що кваліфікувався | Спортсмен, що виступатиме |
| -------------------------------------------------- | ----- | -------------------- | ---------------------------- | ------------------------- |
| Чемпіонат Європи 2022 — стрільба на 25 і 50 метрів | 2     | Франція (FRA)        | Клеман Бессаге               | Клеман Бессаге            |
| Чемпіонат Європи 2022 — стрільба на 25 і 50 метрів | 2     | Німеччина (GER)      | Олівер Гайс                  | Флоріан Петер             |
| Чемпіонат світу з кульової стрільби 2022           | 4     | Південна Корея (KOR) | Лі Гон Хьок                  | Чхо Йон Че                |
| Чемпіонат світу з кульової стрільби 2022           | 4     | Пакистан (PAK)       | Гулам Мустафа Башир          | Гулам Мустафа Башир       |
| Чемпіонат світу з кульової стрільби 2022           | 4     | Німеччина (GER)      | Крістіан Райц                | Крістіан Райц             |
| Чемпіонат світу з кульової стрільби 2022           | 4     | Китай (CHN)          | Лу Чжимін                    | Ван Синьцзє               |
| Чемпіонат Америки 2022                             | 1     | Куба (CUB)           | Леуріс Пупо                  | Леуріс Пупо               |
| Європейські ігри 2023                              | 1     | Чехія (CZE)          | Мартін Подграський           | Мартін Подграський        |
| Чемпіонат світу 2023                               | 4     | Китай (CHN)          | Лі Юехун                     | Лі Юехун                  |
| Чемпіонат світу 2023                               | 4     | Японія (JPN)         | Дай Йошіока                  | Дай Йошіока               |
| Чемпіонат світу 2023                               | 4     | Україна (UKR)        | Денис Кушніров               | Павло Коростильов         |
| Чемпіонат світу 2023                               | 4     | Естонія (EST)        | Пеетер Олеськ                | Пеетер Олеськ             |
| Чемпіонат Африки 2023                              | 1     | Єгипет (EGY)         | Омар Мохамед                 | Омар Мохамед              |
| Панамериканські ігри 2023                          | 2     | Венесуела (VEN)      | Дуглас Гомес                 | Дуглас Гомес              |
| Панамериканські ігри 2023                          | 2     | США (USA)            | Генрі Леверет                | Генрі Леверет             |
| Чемпіонат Азії 2023                                | 2     | Індія (IND)          | Аніш Бганвала                | Аніш Бганвала             |
| Чемпіонат Азії 2023                                | 2     | Південна Корея (KOR) | Сон Чон Хо                   | Сон Чон Хо                |
| Чемпіонат Океанії 2023                             | 1     | Австралія (AUS)      | Скотт Андерсон               | Сергій Евглевський        |
| Чемпіонат Азії з кульової стрільби 2024            | 2     | Казахстан (KAZ)      | Микита Чирюкін               | Микита Чирюкін            |
| Чемпіонат Азії з кульової стрільби 2024            | 2     | Індія (IND)          | Віджайвір Сідгу              | Віджайвір Сідгу           |
| Чемпіонат Америки 2024                             | 1     | Куба (CUB)           | Хорхе Альварес               | Хорхе Альварес            |
| Світовий кваліфікаційний турнір ISSF 2024          | 2     | Франція (FRA)        | Жан Кікампуа                 | Жан Кікампуа              |
| Світовий кваліфікаційний турнір ISSF 2024          | 2     | США (USA)            | Кейт Сандерсон               | Кейт Сандерсон            |
| Чемпіонат Європи 2024 — стрільба на 25 - 50 метрів | 2     | Україна (UKR)        | Максим Городинець            | Максим Городинець         |
| Чемпіонат Європи 2024 — стрільба на 25 - 50 метрів | 2     | Італія (ITA)         | Ріккардо Маццетті            | Ріккардо Маццетті         |
| Світовий олімпійський рейтинг ISSF[a]              | 2     | Чехія (CZE)          | Н/Д                          | Матей Рампула             |
| Світовий олімпійський рейтинг ISSF[a]              | 2     | Італія (ITA)         | Н/Д                          | Массімо Спінелла          |
| Спортсмени, що кваліфікувалися в інших дисциплінах | 2     | Азербайджан (AZE)    | Н/Д                          | Руслан Лунев              |
| Спортсмени, що кваліфікувалися в інших дисциплінах | 2     | Монголія (MGL)       | Н/Д                          | Енхтайвани Даваахуу       |
| Загалом                                            | 29    |                      |                              |                           |

### Пневматична гвинтівка, 10 метрів
| Турнір                                             | Квоти | Країна                | Спортсмен, що кваліфікувався | Спортсмен, що виступатиме |
| -------------------------------------------------- | ----- | --------------------- | ---------------------------- | ------------------------- |
| Чемпіонат світу з кульової стрільби 2022           | 4     | Італія (ITA)          | Даніло Солаццо               | Даніло Солаццо            |
| Чемпіонат світу з кульової стрільби 2022           | 4     | Індія (IND)           | Рудранккш Патіл              | Сандіп Сінґг              |
| Чемпіонат світу з кульової стрільби 2022           | 4     | Китай (CHN)           | Шен Ліхао                    | Шен Ліхао                 |
| Чемпіонат світу з кульової стрільби 2022           | 4     | Чехія (CZE)           | Їржи Прживратський           | Їржи Прживратський        |
| Чемпіонат Америки 2022                             | 1     | США (USA)             | Брендон Муске                | Райлен Кісселл            |
| Чемпіонат Європи 2023 — стрільба на 10 метрів      | 2     | Німеччина (GER)       | Максіміліан Ульбріх          | Максіміліан Ульбріх       |
| Чемпіонат Європи 2023 — стрільба на 10 метрів      | 2     | Словаччина (SVK)      | Патрік Яни                   | Патрік Яни                |
| Європейські ігри 2023                              | 1     | Австрія (AUT)         | Мартін Штремпфль             | Мартін Штремпфль          |
| Чемпіонат світу 2023                               | 4     | Китай (CHN)           | Ян Хаожань                   | Ду Ліньшу                 |
| Чемпіонат світу 2023                               | 4     | Чехія (CZE)           | Франтішек Сметана            | Франтішек Сметана         |
| Чемпіонат світу 2023                               | 4     | Казахстан (KAZ)       | Іслам Сатпаєв                | Іслам Сатпаєв             |
| Чемпіонат світу 2023                               | 4     | Швеція (SWE)          | Віктор Ліндґрен              | Віктор Ліндґрен           |
| Чемпіонат Африки 2023                              | 2     | Єгипет (EGY)          | Мохамед Хамді Абделькадер    | Мохамед Хамді Абделькадер |
| Чемпіонат Африки 2023                              | 2     | Алжир (ALG)           | Косейла Адул                 | Косейла Адул              |
| Панамериканські ігри 2023                          | 1     | Мексика (MEX)         | Едсон Рамірес                | Едсон Рамірес             |
| Чемпіонат Азії 2023                                | 2     | Індія (IND)           | Арджун Бабута                | Арджун Бабута             |
| Чемпіонат Азії 2023                                | 2     | Японія (JPN)          | Наоя Окада                   | Наоя Окада                |
| Чемпіонат Океанії 2023                             | 1     | Австралія (AUS)       | Джек Россітер                | Джек Россітер             |
| Чемпіонат Азії з кульової стрільби 2024            | 2     | Південна Корея (KOR)  | Чо Де Хан                    | Чо Де Хан                 |
| Чемпіонат Азії з кульової стрільби 2024            | 2     | Індонезія (INA)       | Фатхур Густафіян             | Фатхур Густафіян          |
| Чемпіонат Європи 2024 — стрільба на 10 метрів      | 2     | Угорщина (HUN)        | Іштван Пені                  | Іштван Пені               |
| Чемпіонат Європи 2024 — стрільба на 10 метрів      | 2     | Польща (POL)          | Мацей Ковалевич              | Мацей Ковалевич           |
| Чемпіонат Америки 2024                             | 1     | Аргентина (ARG)       | Марсело Гутьєррес            | Марсело Гутьєррес         |
| Світовий кваліфікаційний турнір ISSF 2024          | 2     | Сербія (SRB)          | Лазар Ковачевич              | Лазар Ковачевич           |
| Світовий кваліфікаційний турнір ISSF 2024          | 2     | Італія (ITA)          | Едоардо Бонацці              | Едоардо Бонацці           |
| Світовий олімпійський рейтинг ISSF                 | 3     | Південна Корея (KOR)  | Н/Д                          | Пак Ха Чун                |
| Світовий олімпійський рейтинг ISSF                 | 3     | Ізраїль (ISR)         | Н/Д                          | Сергій Ріхтер             |
| Світовий олімпійський рейтинг ISSF                 | 3     | Хорватія (CRO)        | Н/Д                          | Петар Горша               |
| Універсальні місця                                 | 1     | Бангладеш (BAN)       | Н/Д                          | Мухаммад Робіул Іслам     |
| Спортсмени, що кваліфікувалися в інших дисциплінах | 19    | Австралія (AUS)       | Н/Д                          | Дейн Семпсон              |
| Спортсмени, що кваліфікувалися в інших дисциплінах | 19    | Австрія (AUT)         | Н/Д                          | Александер Шмірль         |
| Спортсмени, що кваліфікувалися в інших дисциплінах | 19    | Канада (CAN)          | Н/Д                          | Тай Ікеда                 |
| Спортсмени, що кваліфікувалися в інших дисциплінах | 19    | Хорватія (CRO)        | Н/Д                          | Міран Марічич             |
| Спортсмени, що кваліфікувалися в інших дисциплінах | 19    | Єгипет (EGY)          | Н/Д                          | Ібрагім Корайєм           |
| Спортсмени, що кваліфікувалися в інших дисциплінах | 19    | Сальвадор (ESA)       | Н/Д                          | Ісраель Гутьєррес         |
| Спортсмени, що кваліфікувалися в інших дисциплінах | 19    | Фінляндія (FIN)       | Н/Д                          | Алексі Леппя              |
| Спортсмени, що кваліфікувалися в інших дисциплінах | 19    | Франція (FRA)         | Н/Д                          | Ромен Офрер               |
| Спортсмени, що кваліфікувалися в інших дисциплінах | 19    | Франція (FRA)         | Н/Д                          | Люка Кріс                 |
| Спортсмени, що кваліфікувалися в інших дисциплінах | 19    | Велика Британія (GBR) | Н/Д                          | Майкл Барджерон           |
| Спортсмени, що кваліфікувалися в інших дисциплінах | 19    | Угорщина (HUN)        | Н/Д                          | Залан Пеклер              |
| Спортсмени, що кваліфікувалися в інших дисциплінах | 19    | Казахстан (KAZ)       | Н/Д                          | Костянтин Малиновський    |
| Спортсмени, що кваліфікувалися в інших дисциплінах | 19    | Мексика (MEX)         | Н/Д                          | Карлос Кесада             |
| Спортсмени, що кваліфікувалися в інших дисциплінах | 19    | Норвегія (NOR)        | Н/Д                          | Оле Мартін Галворсен      |
| Спортсмени, що кваліфікувалися в інших дисциплінах | 19    | Норвегія (NOR)        | Н/Д                          | Йон-Германн Геґґ          |
| Спортсмени, що кваліфікувалися в інших дисциплінах | 19    | Польща (POL)          | Н/Д                          | Томаш Бартник             |
| Спортсмени, що кваліфікувалися в інших дисциплінах | 19    | Швеція (SWE)          | Н/Д                          | Маркус Мадсен             |
| Спортсмени, що кваліфікувалися в інших дисциплінах | 19    | Україна (UKR)         | Н/Д                          | Сергій Куліш              |
| Спортсмени, що кваліфікувалися в інших дисциплінах | 19    | США (USA)             | Н/Д                          | Іван Рое                  |
| Загалом                                            | 48    |                       |                              |                           |

### Гвинтівка з трьох положень, 50 метрів
| Турнір                                             | Квоти | Країна                | Спортсмен, що кваліфікувався | Спортсмен, що виступатиме |
| -------------------------------------------------- | ----- | --------------------- | ---------------------------- | ------------------------- |
| Чемпіонат Європи 2022 — стрільба на 25 і 50 метрів | 2     | Норвегія (NOR)        | Йон-Германн Геґґ             | Йон-Германн Геґґ          |
| Чемпіонат Європи 2022 — стрільба на 25 і 50 метрів | 2     | Чехія (CZE)           | Петр Нимбурський             | Петр Нимбурський          |
| Чемпіонат світу з кульової стрільби 2022           | 4     | Україна (UKR)         | Сергій Куліш                 | Сергій Куліш              |
| Чемпіонат світу з кульової стрільби 2022           | 4     | Польща (POL)          | Томаш Бартник                | Томаш Бартник             |
| Чемпіонат світу з кульової стрільби 2022           | 4     | Індія (IND)           | свапніл Кусале               | свапніл Кусале            |
| Чемпіонат світу з кульової стрільби 2022           | 4     | Китай (CHN)           | Лю Юйкунь                    | Лю Юйкунь                 |
| Чемпіонат Америки 2022                             | 1     | США (USA)             | Іван Рое                     | Іван Рое                  |
| Європейські ігри 2023                              | 1     | Угорщина (HUN)        | Залан Пеклер                 | Залан Пеклер              |
| Чемпіонат світу 2023                               | 4     | Австрія (AUT)         | Александер Шмірль            | Александер Шмірль         |
| Чемпіонат світу 2023                               | 4     | Фінляндія (FIN)       | Алексі Леппя                 | Алексі Леппя              |
| Чемпіонат світу 2023                               | 4     | Індія (IND)           | Акхіл Шеоран                 | Айшварі Пратар Сінг Томар |
| Чемпіонат світу 2023                               | 4     | Швейцарія (SUI)       | Крістоф Дюрр                 | Крістоф Дюрр              |
| Чемпіонат Африки 2023                              | 1     | Єгипет (EGY)          | Ібрагім Корайєм              | Ібрагім Корайєм           |
| Панамериканські ігри 2023                          | 1     | Мексика (MEX)         | Карлос Кесада                | Карлос Кесада             |
| Чемпіонат Азії 2023                                | 2     | Китай (CHN)           | Тянь Цзямін                  | Ду Ліньшу                 |
| Чемпіонат Азії 2023                                | 2     | Казахстан (KAZ)       | Костянтин Малиновський       | Костянтин Малиновський    |
| Чемпіонат Океанії 2023                             | 1     | Австралія (AUS)       | Дейн Семпсон                 | Дейн Семпсон              |
| Чемпіонат Океанії 2023                             | 1     | Нова Зеландія (NZL)   | Шон Гаролд Джеффрі           |                           |
| Чемпіонат Азії з кульової стрільби 2024            | 2     | Таїланд (THA)         | Тхонґфафум Вонґсукді         | Тхонґфафум Вонґсукді      |
| Чемпіонат Азії з кульової стрільби 2024            | 2     | Монголія (MGL)        | Ньянтайн Баярая              | Ньянтайн Баярая           |
| Чемпіонат Америки 2024                             | 1     | Канада (CAN)          | Тай Ікеда                    | Тай Ікеда                 |
| Світовий кваліфікаційний турнір ISSF 2024          | 2     | Норвегія (NOR)        | Оле Мартін Галворсен         | Оле Мартін Галворсен      |
| Світовий кваліфікаційний турнір ISSF 2024          | 2     | Велика Британія (GBR) | Майкл Барджерон              | Майкл Барджерон           |
| Чемпіонат Європи 2024 — стрільба на 25 і 50 метрів | 2     | Франція (FRA)         | Люка Кріс                    | Люка Кріс                 |
| Чемпіонат Європи 2024 — стрільба на 25 і 50 метрів | 2     | Хорватія (CRO)        | Міран Марічич                | Міран Марічич             |
| Світовий олімпійський рейтинг ISSF                 | 3     | Франція (FRA)         | Н/Д                          | Ромен Офрер               |
| Світовий олімпійський рейтинг ISSF                 | 3     | Австрія (AUT)         | Н/Д                          | Андреас Тум               |
| Світовий олімпійський рейтинг ISSF                 | 3     | Швеція (SWE)          | Н/Д                          | Маркус Мадсен             |
| Універсальні місця                                 | 1     | Сальвадор (ESA)       | Н/Д                          | Ісраель Гутьєррес         |
| Спортсмени, що кваліфікувалися в інших дисциплінах | 16    | Австралія (AUS)       | Н/Д                          | Джек Россітер             |
| Спортсмени, що кваліфікувалися в інших дисциплінах | 16    | Хорватія (CRO)        | Н/Д                          | Петар Горша               |
| Спортсмени, що кваліфікувалися в інших дисциплінах | 16    | Чехія (CZE)           | Н/Д                          | Їржи Прживратський        |
| Спортсмени, що кваліфікувалися в інших дисциплінах | 16    | Німеччина (GER)       | Н/Д                          | Максіміліан Ульбріх       |
| Спортсмени, що кваліфікувалися в інших дисциплінах | 16    | Угорщина (HUN)        | Н/Д                          | Іштван Пені               |
| Спортсмени, що кваліфікувалися в інших дисциплінах | 16    | Індонезія (INA)       | Н/Д                          | Фатхур Густафіян          |
| Спортсмени, що кваліфікувалися в інших дисциплінах | 16    | Італія (ITA)          | Н/Д                          | Едоардо Бонацці           |
| Спортсмени, що кваліфікувалися в інших дисциплінах | 16    | Італія (ITA)          | Н/Д                          | Даніло Соллаццо           |
| Спортсмени, що кваліфікувалися в інших дисциплінах | 16    | Японія (JPN)          | Н/Д                          | Наоя Окада                |
| Спортсмени, що кваліфікувалися в інших дисциплінах | 16    | Казахстан (KAZ)       | Н/Д                          | Іслам Сатпаєв             |
| Спортсмени, що кваліфікувалися в інших дисциплінах | 16    | Польща (POL)          | Н/Д                          | Мацей Ковалевич           |
| Спортсмени, що кваліфікувалися в інших дисциплінах | 16    | Сербія (SRB)          | Н/Д                          | Лазар Ковачевич           |
| Спортсмени, що кваліфікувалися в інших дисциплінах | 16    | Словаччина (SVK)      | Н/Д                          | Патрік Яни                |
| Спортсмени, що кваліфікувалися в інших дисциплінах | 16    | Південна Корея (KOR)  | Н/Д                          | Пак Ха Чун                |
| Спортсмени, що кваліфікувалися в інших дисциплінах | 16    | Швеція (SWE)          | Н/Д                          | Віктор Ліндґрен           |
| Спортсмени, що кваліфікувалися в інших дисциплінах | 16    | США (USA)             | Н/Д                          | Райлен Кісселл            |
| Загалом                                            | 44    |                       |                              |                           |

### Трап
| Турнір                                      | Квоти | Країна                         | Спортсмен, що кваліфікувався | Спортсмен, що виступатиме |
| ------------------------------------------- | ----- | ------------------------------ | ---------------------------- | ------------------------- |
| Чемпіонат Європи зі стендової стрільби 2022 | 2     | Чехія (CZE)                    | Їржі Ліптак                  | Їржі Ліптак               |
| Чемпіонат Європи зі стендової стрільби 2022 | 2     | Швеція (SWE)                   | Рікард Левін-Андерссон       | Рікард Левін-Андерссон    |
| Чемпіонат світу зі стрільби 2022            | 4     | Велика Британія (GBR)          | Натан Гейлс                  | Натан Гейлс               |
| Чемпіонат світу зі стрільби 2022            | 4     | Китайський Тайбей (TPE)        | Ян Куньпі                    | Ян Куньпі                 |
| Чемпіонат світу зі стрільби 2022            | 4     | Індія (IND)                    | Бговніш Мендіратта           | Прітхвірадж Тондайман     |
| Чемпіонат світу зі стрільби 2022            | 4     | США (USA)                      | Деррік Мейн                  | Деррік Мейн               |
| Чемпіонат Америки 2022                      | 1     | США (USA)                      | Вілл Гінтон                  | Вілл Гінтон               |
| Європейські ігри 2023                       | 1     | Італія (ITA)                   | Мауро Де Філіппіс            | Мауро Де Філіппіс         |
| Чемпіонат світу 2023                        | 4     | Хорватія (CRO)                 | Джованні Церногораз          | Джованні Церногораз       |
| Чемпіонат світу 2023                        | 4     | Італія (ITA)                   | Джованні Пелльєло            | Джованні Пелльєло         |
| Чемпіонат світу 2023                        | 4     | Кувейт (KUW)                   | Халеф Аль-Мудхаф             | Халеф Аль-Мудхаф          |
| Чемпіонат світу 2023                        | 4     | Словаччина (SVK)               | Маріан Ковачоці              | Маріан Ковачоці           |
| Чемпіонат Європи зі стендової стрільби 2023 | 1     | Франція (FRA)                  | Себастьєн Герреро            | Себастьєн Герреро         |
| Чемпіонат Африки 2023                       | 1     | Марокко (MAR)                  | Дрісс Хаффарі                | Дрісс Хаффарі             |
| Панамериканські ігри 2023                   | 2     | Гватемала (GUA)                | Жан п'єр Броль               | Жан п'єр Броль            |
| Панамериканські ігри 2023                   | 2     | Венесуела (VEN)                | Леонель Мартінес             | Леонель Мартінес          |
| Чемпіонат Азії 2023                         | 2     | Китай (CHN)                    | Ці Їн                        | Ці Їн                     |
| Чемпіонат Азії 2023                         | 2     | Катар (QAT)                    | Саїд Абушаріб                | Саїд Абушаріб             |
| Чемпіонат Океанії 2023                      | 1     | Нова Зеландія (NZL)            | Овен Робінсон                | Овен Робінсон             |
| Чемпіонат Азії зі стендової стрільби 2024   | 2     | Іран (IRI)                     | Могаммад Бейранванд          | Могаммад Бейранванд       |
| Чемпіонат Азії зі стендової стрільби 2024   | 2     | Китай (CHN)                    | Ґо Юйхао                     | Юй Хайчен                 |
| Чемпіонат Америки 2024                      | 1     | Домініканська Республіка (DOM) | Едуардо Лоренцо              | Едуардо Лоренцо           |
| Світовий кваліфікаційний турнір 2024        | 2     | Туреччина (TUR)                | Огузхан Тюзюн                | Огузхан Тюзюн             |
| Світовий кваліфікаційний турнір 2024        | 2     | Іспанія (ESP)                  | Андрес Гарсія                | Андрес Гарсія             |
| Чемпіонат Європи зі стендової стрільби 2024 | 1     | Іспанія (ESP)                  | Альберто Фернандес           | Альберто Фернандес        |
| Обмін квот                                  | 1     | Австралія (AUS)                | Н/Д                          | Мітчелл Айлз              |
| Світовий олімпійський рейтинг ISSF[a]       | 2     | Австралія (AUS)                | Н/Д                          | Джеймс Віллет             |
| Світовий олімпійський рейтинг ISSF[a]       | 2     | Велика Британія (GBR)          | Н/Д                          | Метью Ковард-Голлі        |
| Універсальні місця                          | 2     | Мальта (MLT)                   | Н/Д                          | Джанлука Кеткуті          |
| Універсальні місця                          | 2     | Оман (OMA)                     | Н/Д                          | Саїд аль-Хатрі            |
| Загалом                                     | 30    |                                |                              |                           |

### Скит
| Турнір                                      | Квоти | Країна                  | Спортсмен, що кваліфікувався | Спортсмен, що виступатиме |
| ------------------------------------------- | ----- | ----------------------- | ---------------------------- | ------------------------- |
| Країна-господарка                           | 1     | Франція (FRA)           | Н/Д                          | Ерік Делоне               |
| Чемпіонат Європи зі стендової стрільби 2022 | 2     | Італія (ITA)            | Луїджи Лодде                 | Таммаро Кассандро         |
| Чемпіонат Європи зі стендової стрільби 2022 | 2     | Чехія (CZE)             | Якуб Томечек                 | Якуб Томечек              |
| Чемпіонат світу зі стрільби 2022            | 4     | США (USA)               | Вінсент Генкок               | Вінсент Генкок            |
| Чемпіонат світу зі стрільби 2022            | 4     | Швеція (SWE)            | Стефан Нільссон              | Стефан Нільссон           |
| Чемпіонат світу зі стрільби 2022            | 4     | Єгипет (EGY)            | Азмі Мехельба                | Азмі Мехельба             |
| Чемпіонат світу зі стрільби 2022            | 4     | Катар (QAT)             | Рашид Салех Хамад            | Рашид Салех Хамад         |
| Чемпіонат Америки 2022                      | 1     | США (USA)               | Дастан Тейлор                | Коннер Прінс              |
| Європейські ігри 2023                       | 1     | Швеція (SWE)            | Маркус Свенссон              | Маркус Свенссон           |
| Чемпіонат світу 2023                        | 4     | Данія (DEN)             | Єспер Гансен                 | Єспер Гансен              |
| Чемпіонат світу 2023                        | 4     | Фінляндія (FIN)         | Еету Калліойнен              | Еету Калліойнен           |
| Чемпіонат світу 2023                        | 4     | Греція (GRE)            | Ефтіміос Мітас               | Ефтіміос Мітас            |
| Чемпіонат світу 2023                        | 4     | Норвегія (NOR)          | Ерік Ватннал                 | Ерік Ватннал              |
| Чемпіонат Європи зі стендової стрільби 2023 | 1     | Греція (GRE)            | Хараламбос Халкіадіакіс      | Хараламбос Халкіадіакіс   |
| Чемпіонат Африки 2023                       | 1     | Єгипет (EGY)            | Омар Хешам Ібрагім           | Омар Хешам Ібрагім        |
| Панамериканські ігри 2023                   | 2     | Аргентина (ARG)         | Федеріко Хіль                | Федеріко Хіль             |
| Панамериканські ігри 2023                   | 2     | Перу (PER)              | Ніколас Пачеко               | Ніколас Пачеко            |
| Чемпіонат Азії 2023                         | 2     | Південна Корея (KOR)    | Кім Мін Су                   | Кім Мін Су                |
| Чемпіонат Азії 2023                         | 2     | Китайський Тайбей (TPE) | Лі Мен-юань                  | Лі Мен-юань               |
| Чемпіонат Океанії 2023                      | 1     | Австралія (AUS)         | Френк Морріс                 | Джошуа Белл               |
| Чемпіонат Азії зі стендової стрільби 2024   | 2     | Індія (IND)             | Анантджит Сінґг Нарука       | Анантджит Сінґг Нарука    |
| Чемпіонат Азії зі стендової стрільби 2024   | 2     | Кувейт (KUW)            | Мохаммад аль-Дайхані         | Мохаммад аль-Дайхані      |
| Чемпіонат Америки 2024                      | 1     | Гватемала (GUA)         | Себастьян Бермудес           | Себастьян Бермудес        |
| Світовий кваліфікаційний турнір ISSF 2024   | 2     | Казахстан (KAZ)         | Едуард Єщенко                | Едуард Єщенко             |
| Світовий кваліфікаційний турнір ISSF 2024   | 2     | Естонія (EST)           | Пеетер Юріссон               | Пеетер Юріссон            |
| Чемпіонат Європи зі стендової стрільби 2024 | 1     | Німеччина (GER)         | Свен Корте                   | Свен Корте                |
| Світовий олімпійський рейтинг ISSF          | 1     | Італія (ITA)            | Н/Д                          | Габріеле Розетті          |
| Обмін квот                                  | 1     | Китай (CHN)             | Н/Д                          | Люй Цзяньлінь             |
| Універсальні місця                          | 2     | Ісландія (ISL)          | Н/Д                          | Гокон Сваварссон          |
| Універсальні місця                          | 2     | Палестина (PLE)         | Н/Д                          | Хорхе Антоніо Сальє       |
| Загалом                                     | 30    |                         |                              |                           |

## Жінки

### Пневматичний пістолет, 10 метрів
| Турнір                                              | Квоти | Країна                  | Спортсменка, що кваліфікувався | Спортсменка, що виступатиме |
| --------------------------------------------------- | ----- | ----------------------- | ------------------------------ | --------------------------- |
| Чемпіонат світу з кульової стрільби 2022            | 4     | Китай (CHN)             | Лу Каймань                     | Лі Сюе                      |
| Чемпіонат світу з кульової стрільби 2022            | 4     | Греція (GRE)            | Анна Коракакі                  | Анна Коракакі               |
| Чемпіонат світу з кульової стрільби 2022            | 4     | Сербія (SRB)            | Зорана Аруновіч                | Зорана Аруновіч             |
| Чемпіонат світу з кульової стрільби 2022            | 4     | Вірменія (ARM)          | Ельміра Карапетян              | Ельміра Карапетян           |
| Чемпіонат Америки 2022                              | 1     | США (USA)               | Суман Каур Сангера             | Кейтлін Абелн               |
| Чемпіонат Європи 2023 — стрільба на 10 метрів       | 2     | Франція (FRA)           | Камій Єдржеєвські              | Камій Єдржеєвські           |
| Чемпіонат Європи 2023 — стрільба на 10 метрів       | 2     | Греція (GRE)            | Крістіна Мосхі                 | Крістіна Мосхі              |
| Європейські ігри 2023                               | 1     | Україна (UKR)           | Олена Костевич                 | Олена Костевич              |
| Чемпіонат світу 2023                                | 4     | Китай (CHN)             | Цзян Жаньсінь                  | Цзян Жаньсінь               |
| Чемпіонат світу 2023                                | 4     | Угорщина (HUN)          | Сара Рагель Фабіан             | Сара Рагель Фабіан          |
| Чемпіонат світу 2023                                | 4     | Південна Корея (KOR)    | Кім По Мі                      | Кім Є-Джі                   |
| Чемпіонат світу 2023                                | 4     | В'єтнам (VIE)           | Трінг Тху Вінг                 | Трінг Тху Вінг              |
| Чемпіонат Африки 2023                               | 2     | Єгипет (EGY)            | Хала Ель-Гохарі                | Хала Ель-Гохарі             |
| Чемпіонат Африки 2023                               | 2     | Туніс (TUN)             | Ольфа Чарні                    | Ольфа Чарні                 |
| Панамериканські ігри 2023                           | 1     | США (USA)               | Алексіс Лаґан                  | Алексіс Лаґан               |
| Чемпіонат Азії 2023                                 | 2     | Південна Корея (KOR)    | О Є Чін                        | О Є Чін                     |
| Чемпіонат Азії 2023                                 | 2     | Китайський Тайбей (TPE) | Лю Хен-ю                       | Лю Хен-ю                    |
| Чемпіонат Океанії 2023                              | 1     | Австралія (AUS)         | Данніель Доног'ю               | Елена Галябовіч             |
| Чемпіонат Азії з кульової стрільби 2024             | 2     | Індія (IND)             | Еша Сінґг                      | Ману Бгакер                 |
| Чемпіонат Азії з кульової стрільби 2024             | 2     | Пакистан (PAK)          | Кішмала Талат                  | Кішмала Талат               |
| Чемпіонат Європи 2024 — стрільба на 10 метрів       | 2     | Молдова (MDA)           | Анна Дулче                     | Анна Дулче                  |
| Чемпіонат Європи 2024 — стрільба на 10 метрів       | 2     | Туреччина (TUR)         | Шимал Їлмаз                    | Шимал Їлмаз                 |
| Чемпіонат Америки 2024                              | 1     | Еквадор (ECU)           | Андреа Перес Пенья             | Андреа Перес Пенья          |
| Світовий кваліфікаційний турнір ISSF 2024           | 2     | Таїланд (THA)           | Камонлак Саенча                | Камонлак Саенча             |
| Світовий кваліфікаційний турнір ISSF 2024           | 2     | Індія (IND)             | Палак Джулія                   | Рітхм Санґван               |
| Світовий олімпійський рейтинг ISSF[a]               | 3     | Туреччина (TUR)         | Н/Д                            | Шевваль Ілайда Тархан       |
| Світовий олімпійський рейтинг ISSF[a]               | 3     | Казахстан (KAZ)         | Н/Д                            | Ірина Юнусметова            |
| Світовий олімпійський рейтинг ISSF[a]               | 3     | Китайський Тайбей (TPE) | Н/Д                            | Ай Вень Ю                   |
| Універсальні місця                                  | 1     | Албанія (ALB)           | Н/Д                            | Маньйола Коніні             |
| Універсальні місця                                  | 1     | Ємен (YEM)              | Н/Д                            | Ясамін Аль-Раїмі            |
| Спортсменки, що кваліфікувалися в інших дисциплінах | 14    | Австрія (AUT)           | Н/Д                            | Сільвія Штайнер             |
| Спортсменки, що кваліфікувалися в інших дисциплінах | 14    | Болгарія (BUL)          | Н/Д                            | Антоанета Костадінова       |
| Спортсменки, що кваліфікувалися в інших дисциплінах | 14    | Куба (CUB)              | Н/Д                            | Лайна Перес                 |
| Спортсменки, що кваліфікувалися в інших дисциплінах | 14    | Еквадор (ECU)           | Н/Д                            | Діана Дуранго               |
| Спортсменки, що кваліфікувалися в інших дисциплінах | 14    | Єгипет (EGY)            | Н/Д                            | Нур Аббас Мохаммед          |
| Спортсменки, що кваліфікувалися в інших дисциплінах | 14    | Німеччина (GER)         | Н/Д                            | Йозефін Едер                |
| Спортсменки, що кваліфікувалися в інших дисциплінах | 14    | Німеччина (GER)         | Н/Д                            | Дорен Веннекамп             |
| Спортсменки, що кваліфікувалися в інших дисциплінах | 14    | Угорщина (HUN)          | Н/Д                            | Вероніка Майор              |
| Спортсменки, що кваліфікувалися в інших дисциплінах | 14    | Іран (IRI)              | Н/Д                            | Ханіє Ростаміян             |
| Спортсменки, що кваліфікувалися в інших дисциплінах | 14    | Латвія (LAT)            | Н/Д                            | Агате Рашмане               |
| Спортсменки, що кваліфікувалися в інших дисциплінах | 14    | Мексика (MEX)           | Н/Д                            | Алехандра Савала            |
| Спортсменки, що кваліфікувалися в інших дисциплінах | 14    | Польща (POL)            | Н/Д                            | Клаудія Брес                |
| Спортсменки, що кваліфікувалися в інших дисциплінах | 14    | Сінгапур (SGP)          | Н/Д                            | Де Сю Хонг                  |
| Спортсменки, що кваліфікувалися в інших дисциплінах | 14    | Таїланд (THA)           | Н/Д                            | Танапорн Пруксакорн         |
| Загалом                                             | 44    |                         |                                |                             |

### Пістолет, 25 метрів
| Турнір                                              | Квоти | Країна                           | Спортсменка, що кваліфікувався | Спортсменка, що виступатиме |
| --------------------------------------------------- | ----- | -------------------------------- | ------------------------------ | --------------------------- |
| Чемпіонат Європи 2022 — стрільба на 25 і 50 метрів  | 2     | Німеччина (GER)                  | Дорен Веннекамп                | Дорен Веннекамп             |
| Чемпіонат Європи 2022 — стрільба на 25 і 50 метрів  | 2     | Польща (POL)                     | Клаудія Брес                   | Клаудія Брес                |
| Чемпіонат світу з кульової стрільби 2022            | 4     | Південна Корея (KOR)             | Кім Джан Мі                    | Кім Є-Джі                   |
| Чемпіонат світу з кульової стрільби 2022            | 4     | Болгарія (BUL)                   | Антоанета Костадінова          | Антоанета Костадінова       |
| Чемпіонат світу з кульової стрільби 2022            | 4     | Китай (CHN)                      | Чень Янь                       | Чжао Нань                   |
| Чемпіонат світу з кульової стрільби 2022            | 4     | Іран (IRI)                       | Ханіє Ростаміян                | Ханіє Ростаміян             |
| Чемпіонат Америки 2022                              | 1     | США (USA)                        | Кейтлін Абелн                  | Кейтлін Абелн               |
| Європейські ігри 2023                               | 1     | Грузія (GEO)                     | Ніно Салуквадзе                | Ніно Салуквадзе             |
| Чемпіонат світу 2023                                | 4     | Китайський Тайбей (TPE)          | Дянь Цзячжень                  | Дянь Цзячжень               |
| Чемпіонат світу 2023                                | 4     | Латвія (LAT)                     | Агате Рашмане                  | Агате Рашмане               |
| Чемпіонат світу 2023                                | 4     | Південна Корея (KOR)             | Ян Чі Ін                       | Ян Чі Ін                    |
| Чемпіонат світу 2023                                | 4     | Таїланд (THA)                    | Танапорн Пруксакорн            | Танапорн Пруксакорн         |
| Чемпіонат Африки 2023                               | 1     | Єгипет (EGY)                     | Нур Аббас Мохаммед             | Нур Аббас Мохаммед          |
| Панамериканські ігри 2023                           | 2     | Мексика (MEX)                    | Алехандра Савала               | Алехандра Савала            |
| Панамериканські ігри 2023                           | 2     | Еквадор (ECU)                    | Діана Дуранго                  | Діана Дуранго               |
| Чемпіонат Азії 2023                                 | 2     | Китай (CHN)                      | Лю Жуй                         | Лян Сяоя                    |
| Чемпіонат Азії 2023                                 | 2     | Індія (IND)                      | Ману Бгакер                    | Ману Бгакер                 |
| Чемпіонат Океанії 2023                              | 1     | Австралія (AUS)                  | Шивон Ніколлс                  | Елена Галябовіч             |
| Чемпіонат Азії з кульової стрільби 2024             | 2     | Індія (IND)                      | Рітхм Санґван                  | Еша Сінґг                   |
| Чемпіонат Азії з кульової стрільби 2024             | 2     | Китайський Тайбей (TPE)          | У Цзяїн                        | У Цзяїн                     |
| Чемпіонат Америки 2024                              | 1     | Куба (CUB)                       | Лайна Перес                    | Лайна Перес                 |
| Світовий кваліфікаційний турнір ISSF 2024           | 2     | Німеччина (GER)                  | Йозефін Едер                   | Йозефін Едер                |
| Світовий кваліфікаційний турнір ISSF 2024           | 2     | Угорщина (HUN)                   | Вероніка Майор                 | Вероніка Майор              |
| Чемпіонат Європи 2024 — стрільба на 25 - 50 метрів  | 2     | Допущені нейтральні атлети (ANA) | Олександра Петрова             | Олександра Петрова          |
| Чемпіонат Європи 2024 — стрільба на 25 - 50 метрів  | 2     | Швеція (SWE)                     | Стіна Лавнер                   | Стіна Лавнер                |
| Обмін квот                                          | 1     | США (USA)                        | Н/Д                            | Ада Коркін                  |
| Світовий олімпійський рейтинг ISSF                  | 3     | Франція (FRA)                    | Н/Д                            | Матільда Ламоль             |
| Світовий олімпійський рейтинг ISSF                  | 3     | Австрія (AUT)                    | Н/Д                            | Сільвія Штайнер             |
| Світовий олімпійський рейтинг ISSF                  | 3     | Сінгапур (SGP)                   | Н/Д                            | Де Сю Хонґ                  |
| Спортсменки, що кваліфікувалися в інших дисциплінах | 11    | Албанія (ALB)                    | Н/Д                            | Маньйола Коніні             |
| Спортсменки, що кваліфікувалися в інших дисциплінах | 11    | Еквадор (ECU)                    | Н/Д                            | Андреа Перес Пенья          |
| Спортсменки, що кваліфікувалися в інших дисциплінах | 11    | Франція (FRA)                    | Н/Д                            | Камій Єдржеєвські           |
| Спортсменки, що кваліфікувалися в інших дисциплінах | 11    | Греція (GRE)                     | Н/Д                            | Анна Коракакі               |
| Спортсменки, що кваліфікувалися в інших дисциплінах | 11    | Угорщина (HUN)                   | Н/Д                            | Сара Рагель Фабіан          |
| Спортсменки, що кваліфікувалися в інших дисциплінах | 11    | Пакистан (PAK)                   | Н/Д                            | Кішмала Талат               |
| Спортсменки, що кваліфікувалися в інших дисциплінах | 11    | Таїланд (THA)                    | Н/Д                            | Камонлак Саенча             |
| Спортсменки, що кваліфікувалися в інших дисциплінах | 11    | Туреччина (TUR)                  | Н/Д                            | Шевваль Ілайда Тархан       |
| Спортсменки, що кваліфікувалися в інших дисциплінах | 11    | Туреччина (TUR)                  | Н/Д                            | Шимал Їлмаз                 |
| Спортсменки, що кваліфікувалися в інших дисциплінах | 11    | Україна (UKR)                    | Н/Д                            | Олена Костевич              |
| Спортсменки, що кваліфікувалися в інших дисциплінах | 11    | В'єтнам (VIE)                    | Н/Д                            | Трінг Тху Вінг              |
| Загалом                                             | 40    |                                  |                                |                             |

### Пневматична гвинтівка, 10 метрів
| Турнір                                             | Квоти | Країна                   | Спортсменка, що кваліфікувався | Спортсменка, що виступатиме |
| -------------------------------------------------- | ----- | ------------------------ | ------------------------------ | --------------------------- |
| Чемпіонат світу з кульової стрільби 2022           | 4     | США (USA)                | Елісон Вайс                    | Саґен Маддалена             |
| Чемпіонат світу з кульової стрільби 2022           | 4     | Китай (CHN)              | Хуан Ютін                      | Хуан Ютін                   |
| Чемпіонат світу з кульової стрільби 2022           | 4     | Польща (POL)             | Юлія Пйотровська               | Юлія Пйотровська            |
| Чемпіонат світу з кульової стрільби 2022           | 4     | Південна Корея (KOR)     | Ким Чі Хьон                    | Ким Чі Хьон                 |
| Чемпіонат Америки 2022                             | 1     | США (USA)                | Мері Такер                     | Мері Такер                  |
| Чемпіонат Європи 2023 — стрільба на 10 метрів      | 2     | Велика Британія (GBR)    | Сіонейд Макінтош               | Сіонейд Макінтош            |
| Чемпіонат Європи 2023 — стрільба на 10 метрів      | 2     | Норвегія (NOR)           | Жанетт Геґґ Дуестад            | Жанетт Геґґ Дуестад         |
| Європейські ігри 2023                              | 1     | Швейцарія (SUI)          | Ніна Крістен                   | Ніна Крістен                |
| Чемпіонат світу 2023                               | 4     | Китай (CHN)              | Хань Цзяюй                     | Хань Цзяюй                  |
| Чемпіонат світу 2023                               | 4     | Індія (IND)              | Мегулі Ґгош                    | Раміта Джиндал              |
| Чемпіонат світу 2023                               | 4     | Іран (IRI)               | Шерміне Чехель Амірані         | Шерміне Чехель Амірані      |
| Чемпіонат світу 2023                               | 4     | Швейцарія (SUI)          | Одрі Ґонья                     | Одрі Ґонья                  |
| Чемпіонат Африки 2023                              | 2     | Алжир (ALG)              | Худа Чаабі                     | Худа Чаабі                  |
| Чемпіонат Африки 2023                              | 2     | Єгипет (EGY)             | Remas Khalil                   | Remas Khalil                |
| Панамериканські ігри 2023                          | 1     | Аргентина (ARG)          | Фернанда Руссо                 | Фернанда Руссо              |
| Чемпіонат Азії 2023                                | 2     | Південна Корея (KOR)     | Квон Ин Чі                     | Пан Хьо Чін                 |
| Чемпіонат Азії 2023                                | 2     | Індія (IND)              | Тілоттама Сен                  | Елавеніл Валаріван          |
| Чемпіонат Океанії 2023                             | 1     | Австралія (AUS)          | Еліс Коллієр                   |                             |
| Чемпіонат Азії з кульової стрільби 2024            | 2     | В'єтнам (VIE)            | Ле Тхі Монґ Тхуєн              | Ле Тхі Монґ Тхуєн           |
| Чемпіонат Азії з кульової стрільби 2024            | 2     | Іран (IRI)               | Фатеме Аміні                   | Фатеме Аміні                |
| Чемпіонат Європи 2024 — стрільба на 10 метрів      | 2     | Німеччина (GER)          | Анна Янсен                     | Ліза Мюллер                 |
| Чемпіонат Європи 2024 — стрільба на 10 метрів      | 2     | Франція (FRA)            | Осеанн Мюллер                  | Осеанн Мюллер               |
| Чемпіонат Америки 2024                             | 1     | Куба (CUB)               | Лісбет Ернандес                | Лісбет Ернандес\|           |
| Світовий кваліфікаційний турнір ISSF 2024          | 2     | Франція (FRA)            | Манон Ербюло                   | Манон Ербюло                |
| Світовий кваліфікаційний турнір ISSF 2024          | 2     | Норвегія (NOR)           | Сінневе Берґ                   | Сінневе Берґ                |
| Обмін квот                                         | 1     | Єгипет (EGY)             | Н/Д                            | Мей Маґді ель-Саєд          |
| Світовий олімпійський рейтинг ISSF                 | 4     | Польща (POL)             | Н/Д                            | Анета Станкевич             |
| Світовий олімпійський рейтинг ISSF                 | 4     | Угорщина (HUN)           | Н/Д                            | Естер Месарош               |
| Світовий олімпійський рейтинг ISSF                 | 4     | Японія (JPN)             | Н/Д                            | Місакі Нобата               |
| Світовий олімпійський рейтинг ISSF                 | 4     | Мексика (MEX)            | Н/Д                            | Горетті Сумая               |
| Універсальні місця                                 | 3     | Нікарагуа (NCA)          | Н/Д                            | Маріель Лопес Павон         |
| Універсальні місця                                 | 3     | Північна Македонія (MKD) | Н/Д                            | Анастасія Мойсовська        |
| Універсальні місця                                 | 3     | Непал (NEP)              | Н/Д                            | Сушміта Непал               |
| Запрошення                                         | 1     | Збірна біженців (EOR)    | Н/Д                            | Луна Соломон                |
| Спортсмени, що кваліфікувалися в інших дисциплінах | 10    | Австрія (AUT)            | Н/Д                            | Надіне Унґеранк             |
| Спортсмени, що кваліфікувалися в інших дисциплінах | 10    | Бразилія (BRA)           | Н/Д                            | Жеована Меєр                |
| Спортсмени, що кваліфікувалися в інших дисциплінах | 10    | Чехія (CZE)              | Н/Д                            | Вероніка Блажичкова         |
| Спортсмени, що кваліфікувалися в інших дисциплінах | 10    | Данія (DEN)              | Н/Д                            | Стефані Ґруннсее            |
| Спортсмени, що кваліфікувалися в інших дисциплінах | 10    | Данія (DEN)              | Н/Д                            | Рікке Ібсен                 |
| Спортсмени, що кваліфікувалися в інших дисциплінах | 10    | Німеччина (GER)          | Н/Д                            | Анна Янсен                  |
| Спортсмени, що кваліфікувалися в інших дисциплінах | 10    | Італія (ITA)             | Н/Д                            | Барбара Гамбаро             |
| Спортсмени, що кваліфікувалися в інших дисциплінах | 10    | Казахстан (KAZ)          | Н/Д                            | Аріна Алтухова              |
| Спортсмени, що кваліфікувалися в інших дисциплінах | 10    | Казахстан (KAZ)          | Н/Д                            | Олександра Ле               |
| Спортсмени, що кваліфікувалися в інших дисциплінах | 10    | Пуерто-Рико (PUR)        | Н/Д                            | Ярімар Меркадо              |
| Загалом                                            | 43    |                          |                                |                             |

### Гвинтівка з трьох положень, 50 метрів
| Турнір                                              | Квоти | Країна                           | Спортсменка, що кваліфікувався | Спортсменка, що виступатиме |
| --------------------------------------------------- | ----- | -------------------------------- | ------------------------------ | --------------------------- |
| Країна-господарка                                   | 1     | Франція (FRA)                    | Н/Д                            | Жудіт Гомес                 |
| Чемпіонат Європи 2022 — стрільба на 25 і 50 метрів  | 2     | Данія (DEN)                      | Рікке Ібсен                    | Рікке Ібсен                 |
| Чемпіонат Європи 2022 — стрільба на 25 і 50 метрів  | 2     | Чехія (CZE)                      | Вероніка Блажичкова            | Вероніка Блажичкова         |
| Чемпіонат світу з кульової стрільби 2022            | 4     | Норвегія (NOR)                   | Єнню Стене                     | Єнню Стене                  |
| Чемпіонат світу з кульової стрільби 2022            | 4     | Китай (CHN)                      | Мяо Ваньжу                     | Хань Цзяюй                  |
| Чемпіонат світу з кульової стрільби 2022            | 4     | США (USA)                        | Саґен Маддалена                | Саґен Маддалена             |
| Чемпіонат світу з кульової стрільби 2022            | 4     | Південна Корея (KOR)             | Lee Eun-seo                    | Lee Eun-seo                 |
| Чемпіонат Америки 2022                              | 1     | США (USA)                        | Сара Берд                      | Мері Такер                  |
| Європейські ігри 2023                               | 1     | Польща (POL)                     | Наталія Коханська              | Наталія Коханська           |
| Чемпіонат світу 2023                                | 4     | Китай (CHN)                      | Чжан Цюн'юе                    | Чжан Цюн'юе                 |
| Чемпіонат світу 2023                                | 4     | Індія (IND)                      | Сіфт Каур Самра                | Сіфт Каур Самра             |
| Чемпіонат світу 2023                                | 4     | Німеччина (GER)                  | Ліза Мюллер                    | Анна Янсен                  |
| Чемпіонат світу 2023                                | 4     | Монголія (MGL)                   | Оюунбатин Єсуген               | Оюунбатин Єсуген            |
| Чемпіонат Африки 2023                               | 1     | Єгипет (EGY)                     | Альзахраа Шабан                |                             |
| Панамериканські ігри 2023                           | 1     | Канада (CAN)                     | Шеннон Вестлейк                | Шеннон Вестлейк             |
| Чемпіонат Азії 2023                                 | 2     | Індія (IND)                      | Шріянка Саданґі                | Анджум Мудгіл               |
| Чемпіонат Азії 2023                                 | 2     | Казахстан (KAZ)                  | Аріна Алтухова                 | Аріна Алтухова              |
| Чемпіонат Океанії 2023                              | 1     | Австралія (AUS)                  | Емілі Кейн                     |                             |
| Чемпіонат Океанії 2023                              | 1     | Нова Зеландія (NZL)              | Пайпер Бенбоу                  |                             |
| Чемпіонат Азії з кульової стрільби 2024             | 2     | Південна Корея (KOR)             | Кім Че Хі                      | Ім Ха На                    |
| Чемпіонат Азії з кульової стрільби 2024             | 2     | Казахстан (KAZ)                  | Олександра Ле                  | Олександра Ле               |
| Чемпіонат Америки 2024                              | 1     | Бразилія (BRA)                   | Жеована Меєр                   | Жеована Меєр                |
| Світовий кваліфікаційний турнір ISSF 2024           | 2     | Швейцарія (SUI)                  | Емелі Єґґі                     | Ніна Крістен                |
| Світовий кваліфікаційний турнір ISSF 2024           | 2     | Польща (POL)                     | Александра Петрук              | Александра Петрук           |
| Чемпіонат Європи 2024 — стрільба на 25 - 50 метрів  | 2     | Швейцарія (SUI)                  | К'яра Леоне                    | К'яра Леоне                 |
| Чемпіонат Європи 2024 — стрільба на 25 - 50 метрів  | 2     | Допущені нейтральні атлети (ANA) | Дарія Чуприс                   | Дарія Чуприс                |
| Світовий олімпійський рейтинг ISSF                  | 5     | Німеччина (GER)                  | Н/Д                            | Йолін Бер                   |
| Світовий олімпійський рейтинг ISSF                  | 5     | Данія (DEN)                      | Н/Д                            | Стефані Ґруннсее            |
| Світовий олімпійський рейтинг ISSF                  | 5     | Австрія (AUT)                    | Н/Д                            | Надіне Унґеранк             |
| Світовий олімпійський рейтинг ISSF                  | 5     | Італія (ITA)                     | Н/Д                            | Барбара Гамбаро             |
| Світовий олімпійський рейтинг ISSF                  | 5     | Пуерто-Рико (PUR)                | Н/Д                            | Ярімар Меркадо              |
| Спортсменки, що кваліфікувалися в інших дисциплінах | 4     | Куба (CUB)                       | Н/Д                            | Лісбет Ернандес             |
| Спортсменки, що кваліфікувалися в інших дисциплінах | 4     | Велика Британія (GBR)            | Н/Д                            | Сіонейд Макінтош            |
| Спортсменки, що кваліфікувалися в інших дисциплінах | 4     | Угорщина (HUN)                   | Н/Д                            | Естер Месарош               |
| Спортсменки, що кваліфікувалися в інших дисциплінах | 4     | Норвегія (NOR)                   | Н/Д                            | Жанетт Геґґ Дуестад         |
| Загалом                                             | 32    |                                  |                                |                             |

### Трап
| Турнір                                      | Квоти | Країна                  | Спортсменка, що кваліфікувався | Спортсменка, що виступатиме |
| ------------------------------------------- | ----- | ----------------------- | ------------------------------ | --------------------------- |
| Чемпіонат Європи зі стендової стрільби 2022 | 2     | Італія (ITA)            | Сільвана Станко                | Сільвана Станко             |
| Чемпіонат Європи зі стендової стрільби 2022 | 2     | Велика Британія (GBR)   | Люсі Голл                      | Люсі Голл                   |
| Чемпіонат світу зі стрільби 2022            | 4     | Словаччина (SVK)        | Зузана Штефечекова             | Зузана Штефечекова          |
| Чемпіонат світу зі стрільби 2022            | 4     | Франція (FRA)           | Кароль Корменьє                | Кароль Корменьє             |
| Чемпіонат світу зі стрільби 2022            | 4     | Австралія (AUS)         | Катрін Скіннер                 | Катрін Скіннер              |
| Чемпіонат світу зі стрільби 2022            | 4     | Іспанія (ESP)           | Фатіма Галвес                  | Фатіма Галвес               |
| Чемпіонат Америки 2022                      | 1     | США (USA)               | Еерієл Скіннер                 | Раянн Філліпс               |
| Європейські ігри 2023                       | 1     | Італія (ITA)            | Джессіка Россі                 | Джессіка Россі              |
| Чемпіонат світу 2023                        | 4     | Китайський Тайбей (TPE) | Лінь Іцзюнь                    | Лінь Іцзюнь                 |
| Чемпіонат світу 2023                        | 4     | Німеччина (GER)         | Катрін Мурхе                   | Катрін Мурхе                |
| Чемпіонат світу 2023                        | 4     | Китай (CHN)             | У Цуйцуй                       | У Цуйцуй                    |
| Чемпіонат світу 2023                        | 4     | Індія (IND)             | Раджешварі Кумарі              | Раджешварі Кумарі           |
| Чемпіонат Європи зі стендової стрільби 2023 | 1     | Португалія (POR)        | Марія Інеш Баррош              | Марія Інеш Баррош           |
| Чемпіонат Африки 2023                       | 1     | Єгипет (EGY)            | Мар'ям ель-Саєд                | Меггі Ашмаві                |
| Панамериканські ігри 2023                   | 2     | Гватемала (GUA)         | Адріана Руано                  | Адріана Руано               |
| Панамериканські ігри 2023                   | 2     | США (USA)               | Рейчел Тозьєр                  | Рейчел Тозьєр               |
| Чемпіонат Азії 2023                         | 2     | Ліван (LBN)             | Рей Бассіл                     | Рей Бассіл                  |
| Чемпіонат Азії 2023                         | 2     | Південна Корея (KOR)    | Чо Сон А                       | Кан Гі Ин                   |
| Чемпіонат Океанії 2023                      | 1     | Австралія (AUS)         | Летіша Сканлан                 | Пенні Сміт                  |
| Чемпіонат Азії зі стендової стрільби 2024   | 2     | Китайський Тайбей (TPE) | Лю Вань-юй                     | Лю Вань-юй                  |
| Чемпіонат Азії зі стендової стрільби 2024   | 2     | Китай (CHN)             | Чжан Синьцю                    | Чжан Синьцю                 |
| Чемпіонат Америки 2024                      | 1     | Гватемала (GUA)         | Валеска Сото                   | Валеска Сото                |
| Світовий кваліфікаційний турнір 2024        | 2     | Франція (FRA)           | Мелані Кузі                    | Мелані Кузі                 |
| Світовий кваліфікаційний турнір 2024        | 2     | Казахстан (KAZ)         | Марія Дмитрієнко               | Марія Дмитрієнко            |
| Чемпіонат Європи зі стендової стрільби 2024 | 1     | Туреччина (TUR)         | Рюмейса Пелін Кая              | Рюмейса Пелін Кая           |
| Обмін квот                                  | 2     | Індія (IND)             | Н/Д                            | Шреясі Сінґг                |
| Обмін квот                                  | 2     | Південна Корея (KOR)    | Н/Д                            | Лі Бо На                    |
| Світовий олімпійський рейтинг ISSF[a]       | 3     | Сан-Марино (SMR)        | Н/Д                            | Алессандра Періллі          |
| Світовий олімпійський рейтинг ISSF[a]       | 3     | Іспанія (ESP)           | Н/Д                            | Мар Мольне                  |
| Світовий олімпійський рейтинг ISSF[a]       | 3     | Фінляндія (FIN)         | Н/Д                            | Ноора Антікайнен            |
| Загалом                                     | 30    |                         |                                |                             |

### Скит
| Турнір                                      | Квоти | Країна                | Спортсменка, що кваліфікувався | Спортсменка, що виступатиме |
| ------------------------------------------- | ----- | --------------------- | ------------------------------ | --------------------------- |
| Чемпіонат Європи 2022                       | 2     | Велика Британія (GBR) | Ембер Руттер                   | Ембер Руттер                |
| Чемпіонат Європи 2022                       | 2     | Німеччина (GER)       | Надіне Месершмідт              | Надіне Месершмідт           |
| Чемпіонат світу 2022                        | 4     | США (USA)             | Саманта Сімонтон               | Остін Сміт                  |
| Чемпіонат світу 2022                        | 4     | Італія (ITA)          | Діана Бакосі                   | Діана Бакосі                |
| Чемпіонат світу 2022                        | 4     | Словаччина (SVK)      | Ванеса Гоцкова                 | Ванеса Гоцкова              |
| Чемпіонат світу 2022                        | 4     | Україна (UKR)         | Ірина Маловічко                | Ірина Маловічко             |
| Чемпіонат Америки 2022                      | 1     | США (USA)             | Данія Віззі                    | Данія Віззі                 |
| Європейські ігри 2023                       | 1     | Італія (ITA)          | Мартіна Бартоломей             | Мартіна Бартоломей          |
| Чемпіонат світу 2023                        | 4     | Чилі (CHI)            | Франциска Кроветто             | Франциска Кроветто          |
| Чемпіонат світу 2023                        | 4     | Греція (GRE)          | Еммануела Кацуракі             | Еммануела Кацуракі          |
| Чемпіонат світу 2023                        | 4     | Словаччина (SVK)      | Данка Бартекова                | Данка Бартекова             |
| Чемпіонат світу 2023                        | 4     | Туреччина (TUR)       | Сена Джан                      | Сена Джан                   |
| Чемпіонат Європи зі стендової стрільби 2023 | 1     | Німеччина (GER)       | Неле Вісмер                    | Неле Вісмер                 |
| Чемпіонат Африки 2023                       | 1     | Єгипет (EGY)          | Аміра Абушокка                 | Аміра Абушокка              |
| Панамериканські ігри 2023                   | 2     | Мексика (MEX)         | Габріела Родрігес              | Габріела Родрігес           |
| Панамериканські ігри 2023                   | 2     | Перу (PER)            | Даніелья Борда                 | Даніелья Борда              |
| Чемпіонат Азії 2023                         | 2     | Китай (CHN)           | Вей Мен                        | Вей Мен                     |
| Чемпіонат Азії 2023                         | 2     | Південна Корея (KOR)  | Чан Гук Хі                     | Чан Гук Хі                  |
| Чемпіонат Океанії 2023                      | 1     | Австралія (AUS)       | Ешлін Джонс                    | Ешлін Джонс                 |
| Чемпіонат Азії зі стендової стрільби 2024   | 2     | Китай (CHN)           | Gao Jinmei                     | Jiang Yiting                |
| Чемпіонат Азії зі стендової стрільби 2024   | 2     | Індія (IND)           | Райза Дгіллон                  | Райза Дгіллон               |
| Чемпіонат Америки 2024                      | 1     | Бразилія (BRA)        | Жоржия Фуркім                  | Жоржия Фуркім               |
| Світовий кваліфікаційний турнір ISSF 2024   | 2     | Індія (IND)           | Магешварі Чоган                | Магешварі Чоган             |
| Світовий кваліфікаційний турнір ISSF 2024   | 2     | Швеція (SWE)          | Вікторія Ларссон               | Вікторія Ларссон            |
| Чемпіонат Європи зі стендової стрільби 2024 | 1     | Франція (FRA)         | Люсі Анастассіу                | Люсі Анастассіу             |
| Обмін квот                                  | 1     | Нова Зеландія (NZL)   | Н/Д                            | Хлоя Тіппл                  |
| Світовий олімпійський рейтинг ISSF          | 3     | Казахстан (KAZ)       | Н/Д                            | Ассем Оринбай               |
| Світовий олімпійський рейтинг ISSF          | 3     | Чехія (CZE)           | Н/Д                            | Барбора Шумова              |
| Світовий олімпійський рейтинг ISSF          | 3     | Кіпр (CYP)            | Н/Д                            | Констанція Ніколау          |
| Загалом                                     | 29    |                       |                                |                             |